# Mary Steen
Mary Dorthea Frederikke Steen (28. oktober 1853 i Hvilsager Sogn – 7. april 1939 i København) var en dansk fotograf og kvindesagsforkæmper.
Mary Steen var datter af lærer, kirkesanger Niels Jensen Steen (1826-89) og Caroline Kirstine f. Petersen (1829-79) og født i Hvilsager, Randers Amt. Hun kom til København, hvor hun først blev kontoruddannet, men hun fandt sig ikke til rette som kontorist. Hun uddannede sig som fotograf i hovedstaden og i Sverige, og i 1884 kunne hun slå dørene op for sit eget atelier på Amagertorv 4.
Hun fik hurtigt bevist, at hun kunne matche sine mandlige kolleger. Da hun udstillede på Den Nordiske Industri-, Landbrugs- og Kunstudstilling i Kjøbenhavn 1888, modtog hun sølvmedalje for sine interiørbilleder fra såvel kongelige som private hjem, og på Verdensudstillingen i Chicago 1893 udstillede hun også sine værker.
Steens egentlige speciale blev interiørfotografiet, der dengang var en særdeles vanskelig genre på grund af mediets tekniske stade og fraværet af lyskilder (elektriciteten var endnu ikke udbredt). Hendes optagelser 1888 fra familien Flerons hjem på Vesterbrogade er blandt de første, der viser personer fotograferet i deres eget hjem. Serien Et minde fra Fredensborg i Fjor rummer nogle af de første interiørbilleder, der blev bragt i Illustreret Tidende. 1888 blev hun som den første kvinde udnævnt til kgl. hoffotograf, og i 1896 blev hun hoffotograf for den danskfødte prinsesse Alexandra, den senere engelske dronning, gift med Edward 7.. Allerede året inden havde Alexandra inviteret hende til London, hvor hun også fotograferede medlemmer af den engelske kongefamilie i Marlborough House, St. James' Palace og Windsor Castle.
Hun var samtidig optaget af kampen for kvinders rettigheder, og hun blev en rollemodel for mange andre kvinder, der tøvede med at gå fotografvejen, men som kunne se en succesrig kvindelig fotograf i Mary Steen. 1891 blev hun den første kvinde i bestyrelsen for Dansk Fotografisk Forening, hvor hun sad indtil 1896, og hun var aktiv i Dansk Kvindesamfund, hvor hun var medlem af bestyrelsen 1889-92. Sammen med fotografen Julie Laurberg portrætterede hun desuden de ledende personer inden for den danske kvindebevægelse. Den Reiersenske Fond tildelte hende i 1891 et stipendium, som satte hende i stand til at rejse til Tyskland og videre til Wien. Med basis i sin solide erhvervsmæssige position sørgede hun også for, at hendes kvindelige slægtninge fik en god uddannelse.
Hun anså næppe sit værk for at være kunst, men regnede det for godt kunsthåndværk. Ikke desto mindre viste hun, at kvinder kunne nære kunstneriske aspirationer og have succes. Forfatteren Agnes Henningsen, der i 1895 blev elev hos Mary Steen, har i sine erindringer Byen erobret, (1945) givet en levende beskrivelse af hende: "Alt hos Mary Steen var kraftigt og energisk. Hun rystede paa det løveagtige Hoved og vilde ikke have Elev. Hun vilde fraraade enhver at faa Atelier i København (...) Jeg sluttede: 'Skal jeg ikke nok have de Børn Frøken Steen? Og min eneste Udvej er Fotograf.' Da rejste hun sig og gjorde en flot Haandbevægelse. 'Begynd i Morgen.'"
På grund af tiltagende døvhed lukkede hun sit atelier i 1918 og solgte det til filmmanden Robert Schyberg.